# Held van de Nieuwe Agrarische Revolutie
De Held van de Nieuwe Agrarische Revolutie (Roemeens: Erou al Noii Revoluţii Agrare) was een Roemeense onderscheiding naar Sovjetvoorbeeld. Daar werd al voor de Tweede Wereldoorlog de titel Held van de Sovjet-Unie ingevoerd. De bij deze titel behorende kleine gouden ster vond overal in de socialistische wereld navolging. Roemenië stelde behalve de gebruikelijke titels van Held van de Socialistische Republiek Roemenië en Held van de Socialistische Arbeid ook deze titel in.
Onder het communistische regime werden pogingen gedaan om de gecollectiveerde landbouw centraal te leiden. De boeren moesten arbeiders worden en als arbeiders gaan denken en leven. Daartoe werden dorpen afgebroken en vervangen door flatgebouwen waardoor er geen ruimte was voor eigen initiatieven zoals moestuinen en kippenhokken. Ambtenaren moesten de landbouw leiden alsof het een industrie was. Het resultaat was rampzalig. De voedselproductie in Roemenië bleef ondanks politieke pressie, premies en onderscheiding als deze kwantitatief en kwalitatief beneden verwachting.
Het versiersel was een klein ovaal schild met hamer en sikkel op een ster met vijf punten en korenschoven. Men droeg de ster aan een kort lint in de kleuren van de Roemeense vlag.
Het is een typisch voorbeeld van een socialistische orde.
Orde van Michaël de Dappere ·
Orde van Carol I ·
Koninklijke Bene Merenti Orde ·
Orde van de Ster van Roemenië ·
Herinneringskruis voor Dames ·
Orde van het Kruis van Koningin Maria ·
Orde van Verdienste ·
Orde voor Trouwe Dienst ·
Orde van Verdienste voor de Landbouw ·
Orde van de Kroon van Roemenië ·
Orde van Ferdinand I ·
Orde voor Culturele Verdienste ·
Ereteken van de Roemeense Adelaar ·
Orde voor Dappere Vliegeniers ·
Orde van de Ster van de Volksrepubliek Roemenië ·
Held van de Socialistische Republiek Roemenië ·
Heldenmoeder van de Socialistische Republiek Roemenië ·
Held van de Socialistische Arbeid ·
Orde van de Overwinning van het Socialisme ·
Orde van Wetenschappelijke Verdienste ·
Orde van Medische Verdienste ·
Orde van Tudor Vladimirescu ·
Orde van de Ster van de Socialistische Republiek Roemenië ·
Orde van de Arbeid ·
Held van de Nieuwe Agrarische Revolutie

Zie ook: Ridderorden in Roemenië